# サンリオSF文庫
サンリオSF文庫（サンリオ エスエフぶんこ）は、サンリオが1978年から1987年にかけて刊行していた文庫のSF叢書。1978年7月25日に、アーシュラ・K・ル＝グイン『辺境の惑星』、フィリップ・K・ディック『時は乱れて』、ウィリアム・S・バロウズ『ノヴァ急報』、レイ・ブラッドベリ『万華鏡』など6冊を発行して刊行を開始。1987年8月20日のフィリップ・K・ディック『アルベマス』まで、全197冊が刊行された。創刊時の編集者は佐藤守彦、顧問に山野浩一。2代目で終刊時の編集者は西村俊昭。
終刊時点でも根強い人気があり、先発の創元SF文庫、ハヤカワ文庫SFにない特色もあったとされるが、商業的には苦戦を強いられた。
ニュー・ウェーブ作品、女性作家のSF作品、英米以外のSF作品、SF以外の怪奇小説、ファンタジー、ミステリーなどの幅広いジャンルの作品を刊行していることも特徴。SF作品では、1982年に映画『ブレードランナー』が公開されカルト的人気を集めたフィリップ・K・ディック作品の刊行が21冊と最も多く、特に後期になるにつれ新刊はディック作品が中心となった。

## 装丁
装丁は、全ての文字の書体にゴシック体を用いるなど、一定のフォーマットに統一されていた。コート紙のカバーは、表紙の全面にイラストをあしらい、上部中央に書名や著者などが配されていた。イラストは加藤直之、角田純男、木嶋俊らによるもので、シュールリアリスティックなものが多かった。カバーの背にはタコ型火星人のマークと番号が付されていた。番号は、刊行順に作家ごとに割り振られた数字と、作家別に刊行順に割り振られたアルファベットの組み合わせからなるものであった（例えば、3-Fは、ディックのサンリオSF文庫で6番目に刊行された作品を指す）。

## 宣伝活動
発刊当初は先発の創元SF文庫、ハヤカワ文庫SFとの衝突を避け、ほとんど宣伝を行わなかったが、売上が伸びだした1980年夏に2億円の予算を組み、本格的な宣伝活動が開始された。

## 終刊とその後
1987年に終刊。終刊理由は翻訳契約をした作品をすべて出版したことで、今後サンリオの出版業は子供・ファミリー向けに集約させるとした。
本文庫の刊行作品は、本文庫の廃刊後は一時期古書としての取引価格が高騰し、1988年時点で作品に関係なく古書としては1500円〜2000円で取引されていたという。2018年現在までには他社の文庫（ハヤカワ文庫・創元SF文庫・ちくま文庫）で新版刊行されたり、単行本として出されたものも多い。なお一部は近年、新訳で文庫刊行されている。一方でマニアックな作品もあるため、未刊行のまま入手が困難となっている文庫も多い。
2014年には、シリーズ全冊を解説した『サンリオSF文庫総解説』（牧眞司＋大森望編、本の雑誌社）が刊行された。同書は2015年第46回星雲賞ノンフィクション部門を受賞。
2024年5月の時点で約8割が、国立国会図書館デジタルコレクションで無料公開されている。

## サンリオ文庫
サンリオからは一般文庫のサンリオ文庫も刊行されており、当初はサンリオSF文庫から刊行されたジャンルの作品であっても、後にはサンリオ文庫から刊行されているものもある。たとえば、ジョン・コリアの『奇談集』はサンリオSF文庫から刊行されたが、続刊の『奇談集II』はサンリオ文庫に収録されている。

## 刊行書一覧
- フリッツ・ライバー『ビッグ・タイム（英語版）』 (1-A)
- フリッツ・ライバー『妻という名の魔女たち（英語版）』 (1-B)
- フリッツ・ライバー『バケツ一杯の空気（英語版）』 (1-C)

- アーシュラ・K・ル＝グイン『辺境の惑星（英語版）』 (2-A)
- アーシュラ・K・ル＝グイン『天のろくろ（英語版）』 (2-B)
- アーシュラ・K・ル＝グイン『ロカノンの世界（英語版）』 (2-C)
- アーシュラ・K・ル＝グイン『幻影の都市（英語版）』 (2-D)
- アーシュラ・K・ル＝グイン『マラフレナ（英語版）(上)』 (2-E)
- アーシュラ・K・ル＝グイン『マラフレナ(下)』 (2-F)
- アーシュラ・K・ル＝グイン『コンパス・ローズ（英語版）』 (2-G)
- アーシュラ・K・ル＝グイン『夜の言葉（英語版）』 (2-H)

- フィリップ・K・ディック『時は乱れて（英語版）』 (3-A)
- フィリップ・K・ディック『死の迷宮（英語版）』 (3-B)
- フィリップ・K・ディック『暗闇のスキャナー（英語版）』 (3-C)
- フィリップ・K・ディック『流れよ我が涙、と警官は言った』 (3-D)
- フィリップ・K・ディック『ヴァリス』 (3-E)
- フィリップ・K・ディック『聖なる侵入（英語版）』 (3-F)
- フィリップ・K・ディック、ロジャー・ゼラズニイ『怒りの神（英語版）』 (3-G)
- フィリップ・K・ディック『銀河の壺直し（英語版）』 (3-H)
- フィリップ・K・ディック『ザ・ベスト・オブ・P・K・ディックⅠ』 (3-I)
- フィリップ・K・ディック『ザ・ベスト・オブ・P・K・ディックⅡ』 (3-J)
- フィリップ・K・ディック『最後から二番目の真実（英語版）』 (3-K)
- フィリップ・K・ディック『ティモシー・アーチャーの転生（英語版）』 (3-L)
- フィリップ・K・ディック『ザ・ベスト・オブ・P・K・ディックⅢ』 (3-M)
- フィリップ・K・ディック『ザ・ベスト・オブ・P・K・ディックⅣ』 (3-N)
- フィリップ・K・ディック『テレポートされざる者（英語版）』 (3-O)
- フィリップ・K・ディック『あなたを合成します（英語版）』 (3-P)
- フィリップ・K・ディック『シミュラクラ（英語版）』 (3-Q)
- フィリップ・K・ディック『虚空の眼』 (3-R)
- フィリップ・K・ディック『アルファ系衛星の氏族たち（英語版）』 (3-S)
- フィリップ・K・ディック『ブラッドマネー博士（英語版）』 (3-T)
- フィリップ・K・ディック『アルベマス（英語版）』 (3-U)

- ウィリアム・S・バロウズ『ノヴァ急報（英語版）』 (4-A)
- ウィリアム・S・バロウズ『爆発した切符（英語版）』 (4-B)

- モルデカイ・ロシュワルト『レベル・セブン』 (5-A)

- レイ・ブラッドベリ『万華鏡』 (6-A)
- レイ・ブラッドベリ『ブラッドベリは歌う』 (6-B)

- ケイト・ウィルヘルム『カインの市』 (7-A)
- ケイト・ウイルヘルム『クルーイストン実験』 (7-B)
- ケイト・ウイルヘルム『杜松の時』 (7-C)
- ケイト・ウイルヘルム『鳥の歌いまは絶え』 (7-D)

- ロジェ・カイヨワ『妖精物語からSFへ』 (8-A)

- ハリイ・ハリスン『ステンレス・スチール・ラット（英語版）』 (9-A)
- ハリイ・ハリスン『囚われの世界』 (9-B)neko
- ハリイ・ハリスン『ステンレス・スチール・ラットの復讐』 (9-C)
- ハリイ・ハリスン『ステンレス・スチール・ラット世界を救う』 (9-D)
- ハリイ・ハリスン『大西洋横断トンネル、万歳!』 (9-E)
- ハリイ・ハリスン『ステンレス・スチール・ラット諸君を求む』 (9-F)
- ハリイ・ハリスン『ステンレス・スチール・ラット大統領に（英語版）』 (9-G)

- ロバート・シルヴァーバーグ『大地への下降（英語版）』 (10-A)
- ロバート・シルヴァーバーグ『確率人間（フランス語版）』 (10-B)
- ロバート・シルヴァーバーグ『内死（英語版）』 (10-C)
- ロバート・シルヴァーバーグ『内側の世界（英語版）』 (10-D)

- サキ『ザ・ベスト・オブ・サキ』 (11-A)
- サキ『ザ・ベスト・オブ・サキⅡ』 (11-B)

- H・G・ウエルズ『解放された世界（英語版）』 (12-A)
- H・G・ウエルズ『神々のような人々』 (12-B)
- H・G・ウエルズ『ザ・ベスト・オブ・H・G・ウエルズ』 (12-C)

- ナターリヤ・ソコローワ（ロシア語版）『旅に出る時ほほえみを』 (13-A)

- オルダス・ハックスリイ『猿とエッセンス』 (14-A)

- ドナルド・バーセルミ『口に出せない習慣、奇妙な行為』 (15-A)
- ドナルド・バーセルミ『罪深き愉しみ』 (15-B)
- ドナルド・バーセルミ『アマチュアたち』 (15-C)

- フィッツ＝ジェイムズ・オブライエン『失われた部屋』 (16-A)

- リチャード・カウパー（英語版）『クローン』 (17-A)
- リチャード・カウパー『大洪水伝説』 (17-B)

- アルフレッド・ジャリ『馬的思考』 (18-A)

- ブライアン・M・ステイブルフォード『天国の顔』 (タルタロスの世界I) (19-A)
- ブライアン・M・ステイブルフォード『地獄の幻影』 (タルタロスの世界II) (19-B)
- ブライアン・M・ステイブルフォード『無限の煌き』 (タルタロスの世界III) (19-C)
- ブライアン・M・ステイブルフォード『ハルシオン・ローレライ』 (宇宙飛行士グレンジャーの冒険1) (19-D)
- ブライアン・M・ステイブルフォード『ラプソディー・イン・ブラック』 (宇宙飛行士グレンジャーの冒険2) (19-E)
- ブライアン・M・ステイブルフォード『プロミスト・ランド』 (宇宙飛行士グレンジャーの冒険3)』 (19-F)
- ブライアン・M・ステイブルフォード『パラダイス・ゲーム』 (宇宙飛行士グレンジャーの冒険4)』 (19-G)
- ブライアン・M・ステイブルフォード『フェンリス・デストロイヤー』 (宇宙飛行士グレンジャーの冒険5)』 (19-H)
- ブライアン・M・ステイブルフォード『スワン・ソング』 (宇宙飛行士グレンジャーの冒険6)』 (19-I)

- デイヴィッド・ジェロルド（英語版）『ムーンスター・オデッセイ』 (20-A)
- デイヴィッド・ジェロルド『H・A・R・L・I・E』 (20-B)

- アレッホ・カルペンティエール『バロック協奏曲』 (21-A)

- トマス・M・ディッシュ『334（英語版）』 (22-A)
- トマス・M・ディッシュ『歌の翼に（英語版）』 (22-B)
- トマス・M・ディッシュ『キャンプ・コンセントレーション（英語版）』 (22-C)

- チャールス・L・ハーネス『ウルフヘッド』 (23-A)

- サミュエル・R・ディレーニ『時は準宝石の螺旋のように』 (24-A)
- サミュエル・R・ディレーニ『エンパイア・スター』 (24-B)
- サミュエル・R・ディレーニ『アプターの宝石（英語版）』 (24-C)

- ジャック・ステルンベール（英語版）『五月革命'86』 (25-A)

- ピーター・ディキンスン『緑色遺伝子』 (26-A)
- ピーター・ディキンスン『キングとジョーカー』 (26-B)
- ピーター・ディキンスン『生ける屍』 (26-C)

- ウラジミール・ナボコフ『ナボコフの一ダース』 (27-A)

- スタニスワフ・レム『枯草熱（ポーランド語版、英語版）』 (28-A)
- スタニスワフ・レム『天の声』 (28-B)
- スタニスワフ・レム『浴槽で発見された手記』 (28-C)

- ジョーン・D・ヴィンジ『楽園の崩壊』 (29-A)

- ロザリンド・アッシュ『蛾』 (30-A)
- ロザリンド・アッシュ『嵐の通夜』 (30-B)

- ロイド・ビッグルJr.（英語版）『暗黒のすべての色』 (ダーゼック・シリーズ)』 (31-A)
- ロイド・ビッグルJr.『暗黒の監視人』 (ダーゼック・シリーズ)』 (31-B)
- ロイド・ビッグルJr.『この暗黒化する宇宙』 (ダーゼック・シリーズ)』 (31-C)
- ロイド・ビッグルJr.『沈黙は死の匂い』 (ダーゼック・シリーズ)』 (31-D)
- ロイド・ビッグルJr.『時の復讐』 (ダーゼック・シリーズ)』 (31-E)

- チャールズ・G・フィニー『ラーオ博士のサーカス（英語版）』 (32-A)

- ラングドン・ジョーンズ編『新しいSF』 (33-A)
- ラングドン・ジョーンズ『レンズの眼』 (33-B)

- ヴァージニア・キッド（英語版）編『女の千年王国』 (34-A)

- ディディエ・マルタン『飛行する少年』 (35-A)

- ミシェル・ジュリ（英語版）『不安定な時間（フランス語版）』 (36-A)
- ミシェル・ジュリ『熱い太陽、深海魚』 (36-B)

- コリン・ウィルスン『迷宮の神』 (37-A)
- コリン・ウィルスン『ラスプーチン』 (37-B)

- ロジャー・ゼラズニイ『影のジャック（英語版）』 (38-A)
- ロジャー・ゼラズニイ『わが名はレジオン（英語版）』 (38-B)
- ロジャー・ゼラズニイ『ロードマークス（英語版）』 (38-C)

- アルフレッド・ベスター『コンピュータ・コネクション』 (39-A)

- ウイリアム・コッツウインクル『バドディーズ大先生のラブ・コーラス』 (40-A)

- フィリップ・キュルヴァル（英語版）『愛しき人類』 (41-A)

- デイヴィッド・リンゼイ『アルクトゥールスへの旅』 (42-A)
- デイヴィッド・リンゼイ『憑かれた女』 (42-B)

- クリストファー・プリースト『伝授者』 (43-A)
- クリストファー・プリースト『逆転世界（英語版）』 (43-B)
- クリストファー・プリースト編『アンティシペイション』 (43-C)

- ジョージ・ゼブロウスキー（英語版）『灰と星』 (オメガ・ポイント三部作)』 (44-A)
- ジョージ・ゼブロウスキー『オメガポイント』 (オメガ・ポイント三部作)』 (44-B)

- マイクル・コニイ『ブロントメク!』 (45-A)
- マイクル・コニイ『ハローサマー、グッドバイ』 (45-B)
- マイクル・コニイ『冬の子供たち』 (45-C)
- マイクル・コニイ『カリスマ』 (45-D)

- 老舎『猫城記（中国語版）』 (46-A)

- ブライアン・W・オールディス『手で育てられた少年』 (47-A)
- ブライアン・W・オールディス『兵士は立てり』 (47-B)
- ブライアン・W・オールディス『世界Aの報告書（英語版）』 (47-C)
- ブライアン・W・オールディス『マラキア・タペストリ（英語版）』 (47-D)
- ブライアン・W・オールディス『突然の目覚め』 (47-E)

- アントニイ・バージェス『ビアドのローマの女たち』 (48-A)
- アントニイ・バージェス『アバ、アバ』 (48-B)
- アントニイ・バージェス『どこまで行けばお茶の時間』 (48-C)

- ジョン・ソール『殉教者聖ペテロの会（英語版）』 (49-A)

- マーガレット・セントクレア（英語版）『どこからなりとも月にひとつの卵』 (50-A)

- シオドア・スタージョン『コスミック・レイプ（英語版）』 (51-A)
- シオドア・スタージョン『スタージョンは健在なり』 (51-B)

- M・ジョン・ハリスン『パステル都市』 (52-A)

- フレデリック・ターナー（英語版）『二重の影』 (53-A)

- ピエール・プロ（英語版）『この狂乱するサーカス』 (54-A)

- キリン・ボンフィリオリ（英語版）『深き森は悪魔のにおい』 (55-A)

- アンナ・カヴァン『愛の渇き』 (56-A)
- アンナ・カヴァン『ジュリアとバズーカ』 (56-B)
- アンナ・カヴァン『氷』 (56-C)

- ボブ・ショウ『メデューサの子ら』 (57-A)
- ボブ・ショウ『去りにし日々、今ひとたびの幻』 (57-B)
- ボブ・ショウ『おれは誰だ?』 (57-C)
- ボブ・ショウ『眩暈』 (57-D)
- ボブ・ショウ『見知らぬ者たちの船』 (57-E)

- アーサー・C・クラーク『スリランカから世界を眺めて（英語版）』 (58-A)

- J・G・バラード『夢幻会社（英語版）』 (59-A)
- J・G・バラード『ザ・ベスト・オブ・J・G・バラードⅠ』 (59-B)

- サム・J・ルンドヴァル（英語版）『2018年キング・コング・ブルース』 (60-A)

- ノーマン・スピンラッド『はざまの世界』 (61-A)

- ジョアナ・ラス『フィーメール・マン』 (62-A)

- トム・リーミイ『沈黙の声』 (63-A)
- トム・リーミイ『サンディエゴ・ライトフット・スー（英語版）』 (63-B)

- ガードナー・ドゾア『異星の人』 (64-A)

- ゴア・ヴィダル『マイロン』 (65-A)

- フレドリック・ブラウン『フレドリック・ブラウン傑作集』 (66-A)

- ロバート・ホールドストック『アースウインド』 (67-A)
- ロバート・ホールドストック『リードワールド』 (67-B)

- キングズリイ・エイミス『去勢』 (68-A)

- ジョン・コリア『ジョン・コリア奇談集』 (69-A)

- ハリイ・ハリスン、ブライアン・W・オールディス編『ベストSF 1』 (70-A)

- イアン・ワトスン『マーシャン・インカ』 (71-A)
- イアン・ワトスン『ヨナ・キット（英語版）』 (71-B)

- ヴォンダ・マッキンタイア『夢の蛇』 (72-A)
- ヴォンダ・マッキンタイア『脱出を待つ者』 (72-B)

- キット・リード（英語版）『ドロシアの虎』 (73-A)

- D・G・コンプトン（英語版）『人生ゲーム』 (74-A)

- ピエール・クリスタン（フランス語版）『着飾った捕食家たち』 (75-A)

- ゴードン・ウィリアムズ（英語版）『マイクロノーツ』 (76-A)

- シリル・M・コーンブルース『シンディック』 (77-A)

- デイヴィッド・ウイングローブ（英語版）編『最新版SFガイドマップ 入門・歴史編』 (78-A)
- デイヴィッド・ウイングローブ編『最新版SFガイドマップ 作家名鑑編 上 《A～L》』 (78-B)
- デイヴィッド・ウイングローブ編『最新版SFガイドマップ 作家名鑑編 下 《M～Z》』 (78-C)

- ロン・ハバード『奪われた惑星』 (バトルフィールド・アース1) (79-A)
- ロン・ハバード『人類からの使者』 (バトルフィールド・アース2)』 (79-B)
- ロン・ハバード『テレポーテーション作戦』 (バトルフィールド・アース3)』 (79-C)
- ロン・ハバード『侵略惑星サイクロの謎』 (バトルフィールド・アース4)』 (79-D)
- ロン・ハバード『宇宙戦艦キャプチュア』 (バトルフィールド・アース5)』 (79-E)
- ロン・ハバード『地球よ、銀河に甦れ』 (バトルフィールド・アース6)』 (79-F)

- ジョン・スラデック『スラデック言語遊戯短編集』 (80-A)

- ジェイムズ・ティプトリーJr.『老いたる霊長類の星への賛歌（英語版）』 (81-A)

- A・C・クリスピン（英語版）『V 上』 (82-A)  - SFテレビドラマ『V』の小説化作品
- A・C・クリスピン『V 下』 (82-B)

- R・A・ラファティ『悪魔は死んだ』 (83-A)
- R・A・ラファティ『イースターワインに到着』 (83-B)

- ロバート・アダムス（英語版）『ホースクラン登場』 (ホースクラン1) (84-A)
- ロバート・アダムス『ホースクランの剣』 (ホースクラン2) (84-B)
- ロバート・アダムス『ホースクランの復讐』 (ホースクラン3) (84-C)

- キース・ロバーツ『パヴァーヌ』 (85-A)